# Wasyl Zemlak
Wasyl Sydorowicz Zemlak, ukr. Василь Сидорович Вацик (ur. 23 kwietnia 1923, zm. 1977) – pisarz i publicysta ukraiński.
W czasie II wojny światowej początkowo zajmował się pracą w podziemiu, później został dowódcą partyzanckiego oddziału kawalerii.
Karierę pisarską rozpoczął w 1945 r. od dziennikarstwa. W latach 1956–1963 pracował jako scenarzysta w kijowskim studiu filmowym im. Ołeksandra Dowżenko. Jego pierwsza książka Rodzinne strony (Рідна сторона) wyszła w 1958 roku. Najpopularniejsze dzieła Zemlaka to powieści Łabędzie stado (Лебедина зграя, 1971) i Zielone Młyny (Зелені Млини, 1976), wpisane w poetykę realizmu magicznego historie ukraińskiej wsi Babilon.